# Topi Sorsakoski
Topi Sorsakoski, född Pekka Erkki Juhani Tammilehto 27 oktober 1952 i Etseri, död 13 augusti 2011 i Seinäjoki, var en finländsk sångare och gitarrist. Hans mest framgångsrika period var med bandet Agents från mitten av 1980-talet fram till år 1992.
Sorsakoski avled den 13 augusti 2011 i lungcancer på Centralsjukhuset i Seinäjoki. Sjukdomen konstaterades i mars 2011 och Sorsakoski hann spela in en sista skiva, Tummansininen sävel, som gavs ut senare samma år.